# Bahnstrecke Schee–Silschede
| Karte der Strecke Schee-Silschede und angrenzender Bahnen |                      |                                              |                                              |
| Streckennummer (DB): | 2714                 |                                              |                                              |
| Kursbuchstrecke (DB): | ex 228g (1951)       |                                              |                                              |
| Streckenlänge: | 9,16 km              |                                              |                                              |
| Spurweite: | 1435 mm (Normalspur) |                                              |                                              |
| |                      |                                              |                                              |
| \| \| 8,9 \| Silschede (Harkortsche Kohlenbahn) \| Silschede (Harkortsche Kohlenbahn) \| \| \| \| Strecke Witten – Schwelm (Silscheder Tunnel) \| \| \| \| \| Industrieanschluss \| \| \| \| 5,6 \| Rennebaum/Hiddinghausen \| Rennebaum/Hiddinghausen \| \| \| 3,9 \| Haßlinghausen \| Haßlinghausen \| \| \| \| A 43 \| \| \| \| 0,7 \| ehem. Strecke von Hattingen \| ehem. Strecke von Hattingen \| \| \| 0,0 \| Schee \| Schee \| \| \| \| ehem. Strecke nach Wuppertal \| \| \| \| \| \| \| \| Quellen: [1] \| \| \| \| |                      |                                              |                                              |
| Kopfbahnhof Streckenanfang (Strecke außer Betrieb) | 8,9                  | Silschede (Harkortsche Kohlenbahn)           | Silschede (Harkortsche Kohlenbahn)           |
| Kreuzung mit Tunnelstrecke (Strecken außer Betrieb) |                      | Strecke Witten – Schwelm (Silscheder Tunnel) | Strecke Witten – Schwelm (Silscheder Tunnel) |
| Abzweig geradeaus und nach rechts (Strecke außer Betrieb) |                      | Industrieanschluss                           | Industrieanschluss                           |
| Bahnhof (Strecke außer Betrieb) | 5,6                  | Rennebaum/Hiddinghausen                      | Rennebaum/Hiddinghausen                      |
| Bahnhof (Strecke außer Betrieb) | 3,9                  | Haßlinghausen                                | Haßlinghausen                                |
| Brücke (Strecke außer Betrieb) |                      | A 43                                         | A 43                                         |
| Abzweig geradeaus und von rechts (Strecke außer Betrieb) | 0,7                  | ehem. Strecke von Hattingen                  | ehem. Strecke von Hattingen                  |
| Bahnhof (Strecke außer Betrieb) | 0,0                  | Schee                                        | Schee                                        |
| Strecke (außer Betrieb) |                      | ehem. Strecke nach Wuppertal                 | ehem. Strecke nach Wuppertal                 |
| |                      |                                              |                                              |
| Quellen: |                      |                                              |                                              |

Die Bahnstrecke Schee–Silschede war eine rund neun Kilometer lange Nebenbahn in Nordrhein-Westfalen. Sie verlief von der alten Sprockhöveler Zollortschaft Schee an der Bahnstrecke Wuppertal-Wichlinghausen–Hattingen zur Gevelsberger Ortschaft Silschede.
Die Strecke wurde zwischen 1887 und 1889 gebaut und diente hauptsächlich dem Kohletransport für die anliegenden Bergwerke Zeche Deutschland und Zeche Stock & Scherenberg in Haßlinghausen und die Zeche Vereinigte Trappe bei Silschede. 1989 wurde die Bahnstrecke endgültig stillgelegt. Anfang des 21. Jahrhunderts wurde sie zum Fuß- und Radweg umgebaut.

## Geschichte
Gefordert wurde der Bau seit 1874 durch die Gemeindevertreter des Amts Haßlinghausen unter ihrem Vorsteher August Göbelsmann und dem Amtmann Wilhelm Becker. Durch die Schließung der Haßlinghauser Hütte und den daraufhin folgenden Absatzschwierigkeiten der lokalen Zulieferer, zu denen auch die Zeche Deutschland und mehrere Eisenerzminen gehörte, befand sich der Ort in einer tiefen wirtschaftlichen Krise, die zur Abwanderung eines Fünftels der Bevölkerung führte.
Da der einzig relevante lokale Abnehmer nun wegfiel, musste der Absatz in der Ferne gesucht werden. Obwohl beide Zechen zu den größten Zechen des Ruhrgebiets zählten, litten sie nun stark an einer mangelnden Transportinfrastruktur. Während die Zeche Vereinigte Trappe noch über Anschluss an die Hasper Hütte über die schmalspurige Schlebusch-Harkorter Kohlenbahn verfügte, war die Zeche Deutschland auf die straßengebundene Spedition der Kohle beschränkt. Daher konnten die Bergwerke erst nach Erbauung der Bahnstrecke zu dem wirtschaftlich dringend gebotenen Tiefbau übergehen. Bislang fehlte aber die Absatzmöglichkeit, unter der auch einige lokale Steinbrüche und Kalkbrennereien zu leiden hatten.
Die flehentlichen Eingaben fanden endlich Gehör und führten 1885 zu der Planung. Der zweieinhalbjährige Bau begann im Frühjahr 1887, nachdem das Amt Haßlinghausen unter Auferbietung sämtlicher finanzieller Reserven für 200.000 Mark die Grundstücke für die Trassierung aufgekauft hatte – eine Bedingung zur Genehmigung des Baus. Viele an dem Verkauf nicht interessierte Eigentümer mussten enteignet werden. Zur Finanzierung trugen die Haßlinghauser Zechen mit weiteren 100.000 Mark bei. 90 bis 100 Arbeiter, darunter viele Einheimische, erbauten schließlich die Strecke.
Das Kalkül ging auf. Schon ab 1890 herrschte wieder Vollbeschäftigung und die Wirtschaft schwang auf. Mit dem Zechensterben ab 1925 verlor der Güterverkehr jedoch wieder stark an Bedeutung. Kleinere Gewerbebetriebe und die Haßlinghauser Glashütte stellten nun das verbliebene Frachtaufkommen. Die Transportrichtung änderte sich, nun wurden mehr Güter antransportiert als versendet.
Der Personenverkehr nach Wuppertal spielte zu keiner Zeit eine große Rolle. Bis 1951, dem Jahr der Einstellung des Personenverkehrs, wurde teilweise lediglich ein Personenwagen an einen der planmäßig fahrenden Güterzüge angehängt. Je nach Dauer der Ladetätigkeit bei den anzubindenden Firmen fanden auf einer Fahrt unplanbare Unterbrechungen statt, so dass die Bahnstrecke als öffentliches Nahverkehrsmittel in der Bevölkerung nicht angenommen wurde.
Die Bemerkung auf dem Fahrplan von 1950: „Zug kann ohne Ankündigung 30 Minuten früher abfahren“ belegt, dass der Personenverkehr trotz zweier gemischter und zweier reiner Personenzugpaare pro Werktag von der Bahn als nicht allzu wichtig gewertet wurde. Zudem existierte mit der Straßenbahnlinie Haßlinghausen–Wuppertal ein alternatives, massentaugliches Verkehrsmittel mit breiter Akzeptanz in der Bevölkerung.
1989 wurde die Strecke endgültig stillgelegt.

## Streckenführung
Die 9,16 km lange Stichbahn zweigte bei dem Bahnhof Schee kurz hinter der Stadtgrenze zu Wuppertal von der Bahnstrecke Wuppertal-Wichlinghausen–Hattingen ab, überquerte die später trassierte A 43 und führte am Gelände der ehemaligen Zeche Deutschland vorbei entlang der Sprockhöveler Ortsteile Haßlinghausen und Rennebaum nach Hiddinghausen. Dort unterquerte sie die Landesstraße 58 (bis 1. Januar 2008 Bundesstraße 51) und führte parallel zur B 234 nach Silschede. Kurz vor ihrem Endpunkt überquerte sie die Bahnstrecke Witten–Schwelm, die hier durch den Silscheder Tunnel verlief.
Die Trassierung besaß keine herausragenden Kunstbauwerke. Mehrere Straßenunterführungen, kleinere Einschnitte und Dämme prägten den Verlauf.

## Heutige Nutzung
Die Stichbahn nach Silschede gehört heute zum Von-Ruhr-zur-Ruhr-Radweg. Sie wurde von Schee bis Silschede seit 2002/2007/2008 entsprechend umgebaut. Der Radweg endet in Silschede an der Straße Auf der Ilberg, einer Stichstraße zur L 527. (Stand: Oktober 2008)

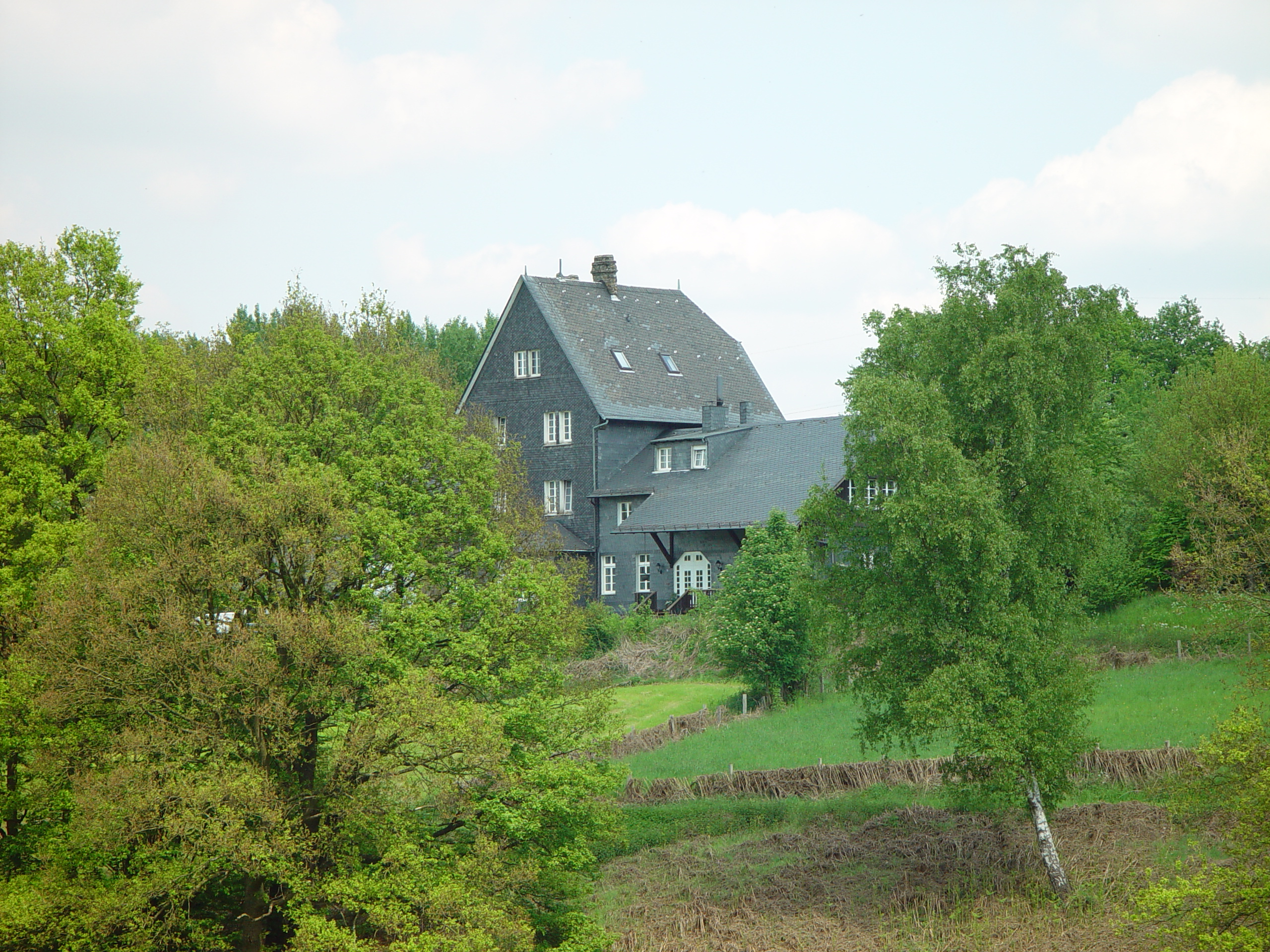
Gebäude des ehemaligen Bahnhofs Schee, Sprockhövel-Gennebreck
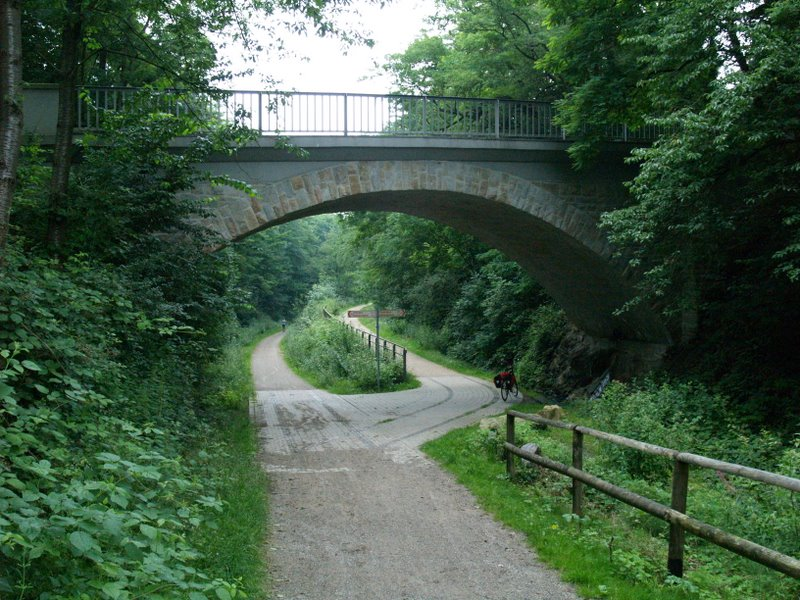
Beginn des Radwegs nördlich des Bf. Schee, Abzweig der Trasse (rechts) von der Strecke nach Hattingen (links)
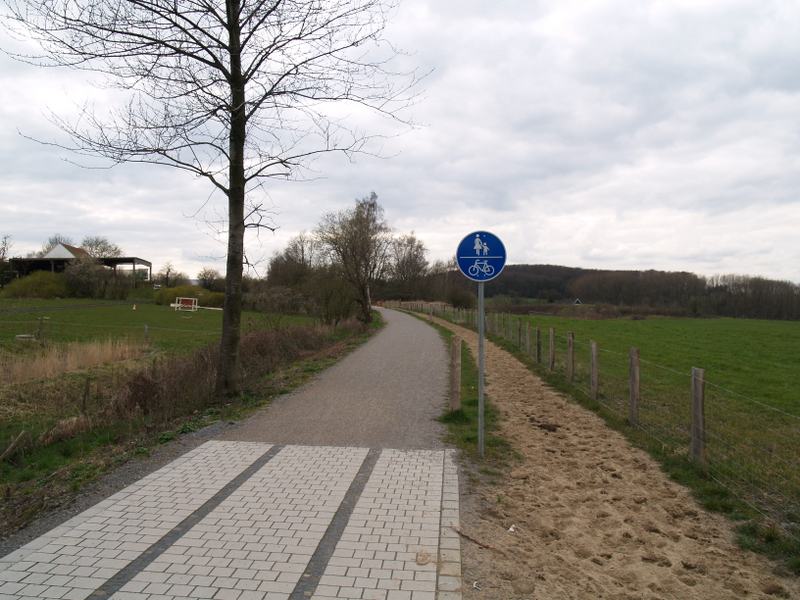
Radweg im Bereich Am Klopwams in Hiddinghausen
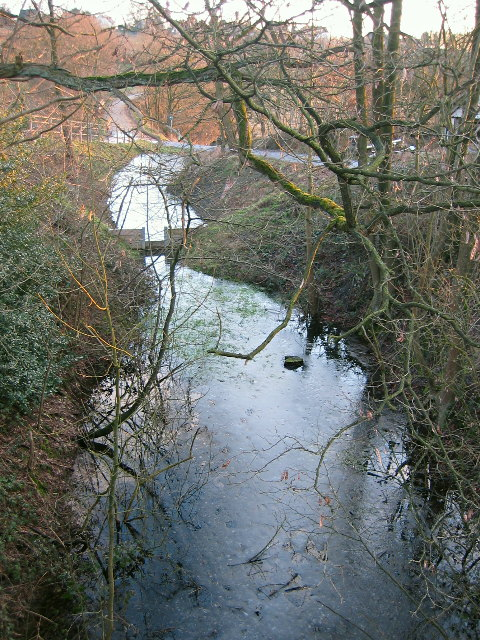
Ausbauende des Trassenradwegs in Gevelsberg-Silschede, vernässter Einschnitt, Amphibien-Laichgewässer